# Hotel du Nord
Hotel du Nord – francuski melodramat Marcela Carné z 1938 roku na podstawie powieści Eugène'a Dabita.

## Główne role
- Annabella - Renée
- Jean-Pierre Aumont - Pierre
- Louis Jouvet - Pan Edmond
- Arletty - Raymonde
- Paulette Dubost - Ginette
- Andrex - Kenel
- André Brunot - Emile Lecouvreur
- Henri Bosc - Nazarède
- Marcel André - Chirurg
- Bernard Blier - Prosper
- Jacques Louvigny - Munar
- Armand Lurville - Komisarz
- Jane Marken - Louise Lecouvreur

## Fabuła
Paryż. Tam poznają się Pierre i Renee. Oboje chcą popełnić samobójstwo z powodu bezsensu świata. Do tego celu wynajmują pokój nr 16 w hotelu du Nord. Pierre strzela do Renee, ale on sam ucieka z pokoju. Widzi to tajemniczy pan Edmond, który puszcza go wolno. Wkrótce okazuje się, że Renee została lekko ranna, a po kuracji podejmuje pracę w hotelu. Stopniowo Edmond staje się coraz bardziej zainteresowany Renee. Ta z kolei nie może zapomnieć Pierre'a, który czeka na rozprawę w areszcie.